# Козлово (Старорусский район)
Козло́во — деревня в Старорусском районе Новгородской области, входит в состав Новосельского сельского поселения.
Расположена на правом берегу реки Редья и окружена болотистой местностью. Связана просёлочными дорогами с ближайшими деревнями Сёмкина Горушка (1,5 км к северу) и Вязки (2,5 км к югу). Площадь территории деревни 19,3 га.
В Новгородской земле эта местность относилась к Шелонской пятине.
На карте 1915 года деревня указана как Козлова. Тогда же несколько южней находилась ныне исчезнувшая деревня Верёвкина. До апреля 2010 года деревня Козлово входила в состав ныне упразднённого Пробужденского сельского поселения.

## Население
| 2010 | 2011 |
| ---- | ---- |
| 2    | ↘0   |